# A Hard Rain's a-Gonna Fall
«A Hard Rain's a-Gonna Fall» (en español, "Una fuerte lluvia va a caer") es una canción compuesta por el cantante estadounidense Bob Dylan. Fue incluida en el álbum The Freewheelin' Bob Dylan, editado el 27 de mayo de 1963.
La canción se publicó poco antes de la Crisis de los misiles de Cuba, por lo que en su época se dijo que la letra tenía que ver con dicha crisis y los tiempos preocupantes de aquel entonces. De todas maneras, el significado que esconden los versos ha permanecido relevante a lo largo del tiempo al contener una visión más amplia en sus descripciones de la injusticia, el sufrimiento y la guerra.
Sin embargo, consultado Bob Dylan sobre si esta canción hacía referencia a una lluvia atómica, él respondió "It's not atomic rain. It's just a hard rain" (No es una lluvia atómica. Sólo es una fuerte lluvia).

## Versiones
- Aviv Geffen Geshem Kaved Omed Lipol (en hebreo: גשם כבד עומד ליפול)
- Pete Seeger: We Shall Overcome (1963); World of Pete Seeger (1973); We Shall Overcome: Complete Carnegie Hall Concert (1989); The Best of Broadside 1962-1988 (2000)
- Linda Mason: How Many Seas Must a White Dove Sail? (1964)
- Joan Báez: Farewell Angelina (1965); The First 10 Years (1970); 'Live -Europe '83: Children of the Eighties (1983); Rare, Live & Classic (1993)
- Rod MacKinnon: Folk Concert Down Under (1965)
- Per Dich: Surt og Soodt(1966)
- Leon Russell: The Shelter People (1971); The Songs of Bob Dylan (1993); Retrospective (1997)
- Bob Gibson: Bob Gibson (1971)
- John Schroder: Dylan's Vibrations (1971)
- The Tribes: Bangla Desh (1972)
- Bryan Ferry: These Foolish Things (1973); More Than This: The Best of.... (1995); Best of Bryan Ferry (2009)
- The Staple Singers: Use What You Got (1973)
- Nana Mouskouri: À Paris (1979)
- The Texas Instruments: The Texas Instruments (1987)
- Ball: Bird (1988)
- Edie Brickell and the New Bohemians: Born on the Fourth of July (banda sonora) (1989)
- Barbara Dickson: Don't Think Twice, It's Alright (1992)
- Vole: A Tribute to Bob Dylan (1992)
- Melanie: Silence Is King (1993)
- Hanne Bol: Misty Parade (1994)
- Gerard Quintana y Jordi Batiste: Els Miralls de Dylan (1999)
- Andy Hill: It Takes a Lot to Laugh (2000)
- Both: Duluth Does Dylan
- Jason Mraz: Listen to Bob Dylan
- Billy Mystic: Is it Rolling Bob?: A Reggae Tribute to Bob Dylan (compilation) (2004)
- Faust: "Nodutgang" (compilation) (2006)
- Ann Wilson (cantante de Heart): Hope & Glory (con Rufus Wainwright y Shawn Colvin)
- El guitarrista Bill Frisell toca una versión instrumental en su disco en directo "East/West"
- Amaral: versión en español (Llegará la tormenta), canción oficial de la Exposición Internacional Zaragoza 2008.
- The Waterboys tienen una versión en directo.
- Marshall and Sarah (from the Walk off the Earth) (2011)
- Jimmy Cliff: Sacred Fire (2011)
- Patti Smith: The Nobel Prize (2016)